# Pattinaggio di velocità ai XXII Giochi olimpici invernali - 500 m maschile
La gara dei 500 metri maschili di pattinaggio di velocità dei XXII Giochi olimpici invernali di Soči si è disputata nella giornata del 10 febbraio nella Adler Arena.
Campione olimpico uscente era il sudcoreano Mo Tae-Bum, che aveva conquistato l'oro a Vancouver 2010, sopravanzando i due giapponesi Keiichirō Nagashima e Jōji Katō.
La gara è stata dominata dai pattinatori olandesi: la medaglia d'oro è andata a Michel Mulder, che ha preceduto Jan Smeekens ed il fratello Ronald.
Il 22 dicembre 2017 la commissione disciplinare del Comitato Olimpico Internazionale ha preso atto delle violazioni alle normative antidoping compiute da Artëm Kuznecov in occasione delle Olimpiadi di Soči, annullando conseguentemente i risultati ottenuti dal pattinatore russo.

## Classifica di gara
| Pos.    | Atleta               | Nazione       | Corsa 1  | Corsa 1 | Corsa 1 | Corsa 2  | Corsa 2 | Corsa 2 | Totale | Totale   |
| Pos.    | Atleta               | Nazione       | Batteria | Tempo   | Pos.    | Batteria | Tempo   | Pos.    | Tempo  | Distacco |
| ------- | -------------------- | ------------- | -------- | ------- | ------- | -------- | ------- | ------- | ------ | -------- |
| Oro     | Michel Mulder        | Paesi Bassi   | 19       | 34"63   | 2       | 19       | 34"67   | 2       | 69"31  |          |
| Argento | Jan Smeekens         | Paesi Bassi   | 15       | 34"59   | 1       | 20       | 34"72   | 3       | 69"32  | +0"01    |
| Bronzo  | Ronald Mulder        | Paesi Bassi   | 20       | 34"97   | 6       | 17       | 34"49   | 1       | 69"46  | +0"15    |
| 4       | Mo Tae-Bum           | Corea del Sud | 18       | 34"84   | 4       | 19       | 34"84   | 5       | 69"68  | +0"38    |
| 5       | Jōji Katō            | Giappone      | 18       | 34"96   | 5       | 18       | 34"77   | 4       | 69"74  | +0"43    |
| 6       | Keiichirō Nagashima  | Giappone      | 19       | 34"79   | 3       | 20       | 35"25   | 16      | 70"04  | +0"73    |
| 7       | Roman Kreç           | Kazakistan    | 3        | 35"04   | 9       | 16       | 35"00   | 6       | 70"04  | +0"73    |
| 8       | Nico Ihle            | Germania      | 11       | 34"99   | 7       | 18       | 35"11   | 9       | 70"10  | +0"79    |
| 9       | Artur Waś            | Polonia       | 7        | 35"01   | 8       | 17       | 35"19   | 12      | 70"20  | +0"90    |
| 10      | Gilmore Junio        | Canada        | 14       | 35"15   | 11      | 15       | 35"09   | 7       | 70"25  | +0"94    |
| 11      | Jamie Gregg          | Canada        | 13       | 35"17   | 13      | 14       | 35"10   | 8       | 70"27  | +0"96    |
| 12      | Espen Aarnes Hvammen | Norvegia      | 8        | 35"20   | 16      | 13       | 35"21   | 13      | 70"42  | +1"11    |
| 13      | Denis Koval'         | Russia        | 9        | 35"19   | 14      | 14       | 35"24   | 15      | 70"44  | +1"13    |
| 14      | William Dutton       | Canada        | 4        | 35"27   | 18      | 11       | 35"17   | 11      | 70"44  | +1"13    |
| 15      | Yūya Oikawa          | Giappone      | 16       | 35"24   | 17      | 12       | 35"22   | 14      | 70"46  | +1"15    |
| 16      | Aleksej Esin         | Russia        | 12       | 35"09   | 10      | 16       | 35"41   | 19      | 70"50  | +1"19    |
| 17      | Pekka Koskela        | Finlandia     | 13       | 35"19   | 15      | 13       | 35"41   | 20      | 70"61  | +1"30    |
| 18      | Lee Kyou-Hyuk        | Corea del Sud | 3        | 35"16   | 12      | 15       | 35"48   | 23      | 70"65  | +1"34    |
| DSQ     | Artëm Kuznecov       | Russia        | 20       | 35"51   | 28      | 6        | 35"14   | 10      | 70"66  | +1"35    |
| 20      | Yūji Kamijō          | Giappone      | 4        | 35"37   | 21      | 11       | 35"48   | 24      | 70"85  | +1"54    |
| 21      | Kim Jun-Ho           | Corea del Sud | 5        | 35"43   | 25      | 8        | 35"42   | 21      | 70"85  | +1"54    |
| 22      | Lee Kang-Seok        | Corea del Sud | 10       | 35"45   | 26      | 7        | 35"42   | 22      | 70"87  | +1"56    |
| 23      | Dmitrij Lobkov       | Russia        | 17       | 35"50   | 27      | 8        | 35"36   | 18      | 70"88  | +1"57    |
| 24      | Shani Davis          | Stati Uniti   | 5        | 35"39   | 22      | 10       | 35"59   | 28      | 70"98  | +1"67    |
| 25      | Muncef Ouardi        | Canada        | 1        | 35"39   | 23      | 9        | 35"60   | 29      | 70"99  | +1"68    |
| 26      | Tucker Fredricks     | Stati Uniti   | 17       | 35"27   | 18      | 12       | 35"72   | 37      | 70"99  | +1"68    |
| 27      | Mitchell Whitmore    | Stati Uniti   | 14       | 35"34   | 20      | 10       | 35"71   | 35      | 71"05  | +1"75    |
| 28      | Mirko Giacomo Nenzi  | Italia        | 10       | 35"56   | 29      | 7        | 35"51   | 25      | 71"07  | +1"76    |
| 29      | Mika Poutala         | Finlandia     | 15       | 35"58   | 30      | 5        | 35"56   | 27      | 71"14  | +1"83    |
| 30      | Mu Zhongsheng        | Cina          | 1        | 35"59   | 31      | 6        | 35"65   | 32      | 71"25  | +1"94    |
| 31      | David Bosa           | Italia        | 8        | 35"63   | 32      | 4        | 35"64   | 31      | 71"28  | +1"97    |
| 32      | Håvard Lorentzen     | Norvegia      | 7        | 35"78   | 37      | 2        | 35"53   | 26      | 71"30  | +1"99    |
| 33      | Sung Ching-Yang      | Taipei cinese | 11       | 35"73   | 35      | 4        | 35"63   | 30      | 71"36  | +2"05    |
| 34      | Samuel Schwarz       | Germania      | 12       | 35"69   | 34      | 5        | 35"68   | 34      | 71"37  | +2"06    |
| 35      | Bai Qiuming          | Cina          | 9        | 35"73   | 36      | 3        | 35"71   | 36      | 71"45  | +2"14    |
| 36      | Artur Nogal          | Polonia       | 2        | 35"83   | 38      | 3        | 35"66   | 33      | 71"49  | +2"18    |
| 37      | Haralds Silovs       | Lettonia      | 2        | 36"12   | 39      | 1        | 36"32   | 38      | 72"44  | +3"13    |
| 38      | Stefan Groothuis     | Paesi Bassi   | 6        | 35"42   | 24      | 9        | 56"81   | 39      | 92"24  | +22"93   |
| 39      | Daniel Greig         | Australia     | 16       | 80"65   | 40      | 2        | 35"29   | 17      | 115"84 | +46"53   |
|         | Brian Hansen         | Stati Uniti   | 6        | 35"64   | 33      |          |         | DNS     |        |          |

Data: Lunedì 10 febbraio 2014 

Ora locale: 17:00 
 
Pista: Adler Arena 

Legenda:
- DNS = non partito (did not start)
- DNF = prova non completata (did not finish)
- DSQ = squalificato (disqualified)
- Pos. = posizione